# Ammophila punctaticeps
Ammophila punctaticeps är en biart som först beskrevs av Arnold 1920.  Ammophila punctaticeps ingår i släktet Ammophila och familjen grävsteklar. Inga underarter finns listade i Catalogue of Life.